# Guerilla Toss
Guerilla Toss (с англ. — «Партизанский бросок») — американская рок-группа, сформированная в Бостоне в 2011 году. Сейчас базируется в Нью-Йорке, в состав группы в настоящее время входят певица Кэсси Карлсон, барабанщик Питер Негропонте, гитарист Ариан Шафи, клавишник Джейк Лихтер и басист Зак Левеллин. Guerilla Toss выпустили пять студийных альбомов, семь EP и три альбома ремиксов на различных андеграундных лейблах, DFA Records и совсем недавно на Sub Pop. Журнал Rolling Stone включил их в список «10 величайших современных панк-групп», а Генри Роллинз назвал их «одной из первых великих групп нового века».

## Характеристики
Стиль
Ранние работы Guerilla Toss были обозначены как арт-рок, ноу-вейв, нойз-рок, и панк, а именно за их странные размеры такта и диссонирующие инструменталы. Во время периода на DFA Records критики отмечали добавление элементов психоделики, краут-рока, новой волны, фанка и танцевальной музыки в звучание группы, часто сравнивая ее с такими артистами, как Talking Heads, The B-52s, Boredoms, Брайан Ино и Грейс Джонс. Вокальный стиль Карлсон сравнивали с Лиззи Мерсье-Деклу, Лори Андерсон, и Кэтлин Ханна.
Лирика
Тексты песен Карлсон часто затрагивают такие темы, как злоупотребление психоактивными веществами и восстановление после них, взросление в нищете, религиозный фанатизм, психоделическое состояние, психические заболевания, технологии, изменение климата, самомотивация, депрессия и похищение пришельцами. Карлсон сказала, что черпает вдохновение из множества тем, включая современную литературу, такую как Милан Кундера, экзистенциальную литературу, такую как Герман Гессе, и когнитивную науку.

## Дискография
Альбомы
- Gay Disco (2013)
- Eraser Stargazer (2016)
- GT Ultra (2017)
- Twisted Crystal (2018)
- Famously Alive (2022)

Мини-альбомы
- Jeffery Johnson (2012)
- Kicked Back into the Crypt (2013)
- GTOSS (2013)
- Guerilla Toss (2013)
- 367 Equalizer (2014)
- Smack the Brick (2014)
- Flood Dosed (2015)
- What Would The Odd Do? (2019)

Концертный альбом
- Live in Nashville (2016)

Синглы
- "Human Girl"/"Own Zone" (2020)

Ремиксы
- Giant Claw – "Giant Claw vs. Guerilla Toss" (2016)
- Jay Glass Dubs – "Jay Glass Dubs vs Guerilla Toss" (2017)
- Khotin and Yu Su – "Retwisted Crystal" (2019)

Видеоклипы
- "367 Equalizer" (2014)
- "Doll Face on the Calico Highway" (2016)
- "Perfume" (2016)
- "Color Picture" (2016)
- "The String Game" (2017)
- "Skull Pop" (2017)
- "Betty Dreams of Green Men" (2017)
- "Dose Rate" (2018)
- "Meteorological" (2018)
- "Plants" (2019)
- "Cannibal Capital" (2022)